# Oxya nakaii
Oxya nakaii är en insektsart som beskrevs av Furukawa 1939. Oxya nakaii ingår i släktet Oxya och familjen gräshoppor. Inga underarter finns listade i Catalogue of Life.